# Eskimo (sport)
L'eskimo, conosciuto in lingua inglese con il termine eskimo roll, è una particolare manovra che viene utilizzata per riportare nella posizione corretta la canoa oppure il kayak dopo che questa si è ribaltata, attraverso l'uso del corpo e della pagaia (in fase avanzata si può fare a meno della pagaia ed utilizzare soltanto le mani). In funzione del tipo di condizione e del tipo di imbarcazione sulla quale ci si trova, è possibile tirare diversi tipi di eskimo.

Eskimo standard

## Pratica e descrizione
Per avere pieno controllo di un eskimo affidabile, sono necessarie teoria e pratica.
Perché un eskimo abbia successo, è necessario che il vogatore sia in grado di eseguire la manovra, che la canoa/kayak abbia un profilo dello scafo tale da permettergli la rotazione, e che sia provvista di paraspruzzi.

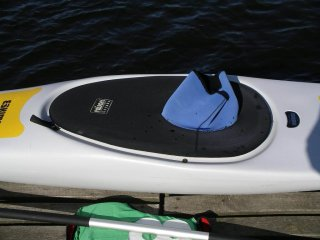
Paraspruzzi su kayak

Tirare un eskimo in canoa è considerato più difficile di un eskimo in kayak, soprattutto in una canoa tandem dove è necessaria una perfetta armonia di movimento tra i canoisti. Molto difficile risulta questo in particolare nelle canoe canadesi biposto (C2), in cui uno dei canoisti deve cambiare lato di pagaiata (trattandosi di pagaia a pala singola) e contemporaneamente deve tirare l'eskimo.
Cosa molto importante per raddrizzarsi è la posizione della canoa che deve essere piatta. Questo problema non si affronta nelle canoe di base larga e piatta (es. slalom e rodeo) ma in quelle strette e alte (canoa discesa) con le quali bisogna effettuare ulteriori movimenti per metterle nella posizione giusta.
Il movimento dell'eskimo si può sintetizzare con una pagaiata forte molto larga effettuata quasi in superficie che raddrizza l'imbarcazione. Non è quasi mai possibile realizzare l'eskimo con le imbarcazioni da velocità, ossia con i cosiddetti kajak olimpici o le canoe canadesi olimpiche. Fondamentale è invece questa manovra nel gioco della canoa polo, spesso gli atleti devono realizzarla anche tre volte di fila. Per le dinamiche e le regole del gioco, l'eskimo in polo viene effettuato per lo più con la palla in mano. Durante la realizzazione dell'eskimo la palla rimane in gioco, e non si interrompono le conte del possesso palla e dello shot clock. Nel caso del polo non essendo possibile applicare la forza della pagaia o delle due mani, per l'eskimo è indispensabile minimizzare il momento di rotazione del congiunto imbarcazione-atleta, ossia il polista deve avvicinare il suo baricentro il più possibile all'asse di rotazione della barca. Nella pratica dovrà stendersi all'indietro fino a toccare la coperta della canoa con il caschetto e, senza abbondare questa posizione, fare leva sull'acqua con una sola mano, aiutandosi eventualmente con la palla.